# Cvetković
Cvetković je vesnice v Chorvatsku v Záhřebské župě. Je součástí opčiny města Jastrebarsko, od něhož se nachází 2 km jihozápadně. V roce 2011 zde žilo 616 obyvatel.
Sousedními sídly jsou vesnice Domagović a město Jastrebarsko.